# Mughiphantes longiproper
Mughiphantes longiproper Tanasevič & Saaristo, 2006 è un ragno appartenente alla famiglia Linyphiidae.

## Etimologia
Il nome proprio della specie deriva dal latino longiproper, parola composta dall'aggettivo longus, -a, -um, cioè lungo e proper, cioè appropriato, proprio, proporzionato; e si riferisce all'embolo (l'organo riproduttivo) di lunghezza proporzionata al pedipalpo maschile

## Caratteristiche
Gli esemplari maschili hanno lunghezza totale 2,35 mm; il cefalotorace è lungo 1,18 mm x 0,88 mm.

## Distribuzione
La specie è stata rinvenuta nel Nepal: l'olotipo maschile e i paratipi femminili sono stati reperiti nella gola di Walungchung a nordovest di Ladza Khola, nel Distretto di Taplejung

## Tassonomia
Al 2013 non sono note sottospecie e non sono stati esaminati nuovi esemplari dal 2006.